# Jean Gigoux
Jean François Gigoux (Besanzón, 6 de enero de 1806-París, 11 de diciembre de 1894), fue un pintor, dibujante, litógrafo, ilustrador y coleccionista de arte francés.

## Biografía
Gigoux nació en una casa situada en la actual plaza que lleva su nombre en la ciudad francesa de Besanzón. Su padre, Claude Étienne Gigoux (a veces deletreado Gigout) era herrero. Originario de Seveux (Alto Saona), se casó con Jeanne Françoise Lamarche, también del Alto Saona, en Besançon, el 20 de diciembre de 1796. Tuvieron tres hijas antes del nacimiento de Jean y su hermana gemela Elise el 6 de enero de 1806. Jean Gigoux estudió en la Escuela de Bellas Artes de su ciudad natal y luego en la Escuela de Bellas Artes de París en 1828.
En 1833 colaboró con la revista Le Magasin pittoresque y en 1835 ilustró la novela Gil Blas de Alain-René Lesage con 850 xilografías, lo que le valió una gran notoriedad. En 1885 publicó una serie de Causeries sobre los artistas de su tiempo.
Fue nombrado caballero de la Legión de Honor el 4 de junio de 1842 y ascendido a oficial de la misma el 13 de julio de 1880.
A su muerte, en 1894, legó más de 3000 dibujos y 460 pinturas de las escuelas española, nórdica, alemana e inglesa —incluido un Retrato del Duque de Richelieu de Thomas Lawrence— al Museo de Bellas Artes y Arqueología de Besançon, donde se convirtió en uno de los cuatro principales donantes. Los catálogos de la colección y de las obras de Gigoux fueron publicados el año siguiente de su muerte por Alexandre Estignard. En el cementerio de Champs-Bruley de Besanzón se le dedicó una tumba monumental.
Además de en el Museo de Bellas Artes de su ciudad natal, se encuentra obra suya en el Museo del Louvre, en el de Burdeos o en el Palacio del Luxemburgo, entre otros.